# بخش چری گراو، شهرستان گودهو، مینه سوتا
بخش چری گراو (به انگلیسی: Cherry Grove Township) یک منطقهٔ مسکونی در ایالات متحده آمریکا است که در شهرستان گودهیو، مینه‌سوتا واقع شده‌است.
 بخش چری گراو ۹۹٫۱ کیلومتر مربع مساحت و ۴۳۰ نفر جمعیت دارد و ۳۷۵ متر بالاتر از سطح دریا واقع شده‌است.